# Hendrik Enno Boeke
Hendrik Enno Boeke (Wormerveer, 12 september 1881 – Frankfurt am Main, 6 december 1918) was Nederlands mineraloog en petrograaf die voornamelijk in Duitsland actief was.

## Biografie
Boeke werd geboren in Wormerveer als zoon van Isaak Hermann Boeke en Sara Maria van Gelder. Vanaf 1900 studeerde hij scheikunde aan de Universiteit van Amsterdam, onder andere bij Hendrik Bakhuis Roozeboom en Johannes Diderik van der Waals. In 1905 was hij werkzaam in Göttingen bij Gustav Tammann en vanaf 1906 was hij de assistent van Friedrich Rinne aan de Leibniz-Universiteit Hannover. Datzelfde jaar, 1906, promoveerde hij in Amsterdam op het proefschrift "De mengkrystallen bij natriumsulfaat, -molybdaat en -wolframaat".
In 1909 werd hij docent scheikunde aan de Universiteit van Koningsbergen en het daaropvolgende jaar universitair hoofddocent fysisch-chemische mineralogie en petrografie aan de Universiteit Leipzig. Twee jaar later vertrok hij naar Halle. In 1912 werd hij door de Carnegie Foundation uitgenodigd om naar de Verenigde Staten te komen, waarbij vooral werkzaam was aan het Geophysical Laboratory in Washington D.C.
Van 1914 tot aan zijn overlijden in 1918 was hij hoogleraar mineralogie aan de Universiteit van Frankfurt. In dezelfde periode was hij ook werkzaam aan de Universiteit Gent.

## Werk
Boeke is voornamelijk bekend van de introductie van wiskundige en fysisch-chemische denkwijzen en hij werkte methoden uit op het gebied van de petrografie. Zijn onderzoek omvatte studies naar magmastenen en zoutafzettingen.

## Werken
- De mengkrystallen bij natriumsulfaat, -molybdaat en -wolframaat (Dissertatie, 1906)
- Über das Kristallisationsschema der Chloride, Bromide und Jodide von Natrium, Kalium und Magnesium (Habilitatie)
- Übersicht der Mineralogie, petrographie und Geologie der Kalisalz-Lagerstätten (1909)
- Die Anwendung der stereographischen Projektion bei kristallographischen Untersuchungen (Berlijn, 1911)
- Die gnomonische Projektion in ihrer Anwendung auf Kristallographische Aufgaben (Berlijn, 1913)
- Grundlagen der physikalisch-chemischen Petrographie (Berlijn, 1915)

- Gemeinsame Normdatei: 116223278
- International Standard Name Identifier: 0000 0001 1663 3222
- Library of Congress Control Number: n87814147
- Nationale Bibliotheek van Letland: 000137071
- Nationale Bibliotheek van Tsjechië: mub2010595550
- Nationale Bibliotheek van Israël: 987012422106405171
- Nederlandse Thesaurus van Auteursnamen: 180417800
- Istituto Centrale per il Catalogo Unico: UFIV125910
- Système universitaire de documentation: 226176444
- Virtual International Authority File: 67211654
- WorldCat: E39PBJpPx6RkDggm7KGtHGKKh3